# 神崎春子
神崎 春子（かんざき はるこ、2月2日 - ）は、日本のハードゲイ小説家・漫画家。女性。血液型はAB型。
峰岸ひろみ（みねぎし ひろみ）として1970年代から活動し、神崎 春子では主に1980年代初期から1990年代末期まで活動していた。

## 人物
峰岸ひろみ（みねぎし ひろみ）のペンネームで、集英社の漫画雑誌『週刊マーガレット』で少女漫画デビュー。1970年代には月刊誌版のセブンティーン誌に重厚な文学的雰囲気の作品を発表し続けていた。他にも多数のペンネームを持っており、女性向け小説では神崎春子の名義、男性向け小説では峯岸郁夫（みねぎし いくお）の名義で活動。一部小説のカバーとイラストも自分で手掛けている。
1999年に初めて神崎竜乙（かんざき りゅうと）と改名していたが、現在も同人誌などで発表している。
主な代表作は、『ベイシティ・ブルースシリーズ』、『女王様の条件』、『家族の肖像』、『蒼い果実たち』など。

## 作品リスト

### 漫画作品
- 女王様の条件
- 暗黒の涯まで
- 晴れた晩には魔界が見える…

### 小説作品
- 私が死んだ街（イラスト：由良環）
- ベイシティ・ブルース（イラスト：森口悠也）
  - 純愛物語
  - 真夜中の戦士たち
  - 愛は濡れている
  - 竜は蘇るか
  - こころ抱きしめて
- 被虐の荒野
- 家族の肖像（イラスト：黒川あづさ）
  - ぼくはぼくが好き
  - カスタネット小夜曲
  - 涙だってあたたかい
- 四季無情
- 瞳に星降る
- 魂賭けて君を
- 蒼い果実たち
- 泪色した韋弯
- 心裂けても
- 聖らかな夜の娼夫
- 父と子の荒野
- 夢郭恋道行
- 君に捧げしアリア-プリマ・カストラート
- オイディプス・ソナタ
- 月に踊る
- センチメンタル・シティ
- 華王伝説
- 少年人形
- 男伊達（イラスト：青海信濃）
  - 恋の道行
  - 恋のからくり
  - 恋の辻占

### イマージュ・ブックス
- 神崎春子の世界 - 曠野に翳ろう愛の蜃気楼